# Nguyễn Phúc Hòa Trinh
Nguyễn Phúc Hòa Trinh (chữ Hán: 阮福和貞; 4 tháng 12 năm 1836 – 8 tháng 10 năm 1869), phong hiệu Lâm Thạnh Công chúa (林盛公主), là một công chúa con vua Minh Mạng nhà Nguyễn trong lịch sử Việt Nam.

## Tiểu sử
Hoàng nữ Hòa Trinh sinh ngày 26 tháng 10 (âm lịch) năm Bính Thân (1836), là con gái thứ 53 của vua Minh Mạng, mẹ là Lục giai Tiệp dư Nguyễn Thị Viên. Công chúa là con út của bà Tiệp dư.
Năm Tự Đức thứ 6 (1853), công chúa Hòa Trinh lấy chồng là Phò mã Đô úy Nguyễn Lương Cung, người Phong Điền, Thừa Thiên, con trai của Đô thống lãnh Tổng đốc Nguyễn Lương Gian, tước Bình Thắng nam. Công chúa và phò mã có với nhau hai con trai và một con gái. Năm Tự Đức thứ 26 (1873), Quý Dậu, phò mã Cung qua đời.
Năm Tự Đức thứ 22 (1869), Kỷ Tỵ, ngày 4 tháng 9 (âm lịch), công chúa Hòa Trinh mất, hưởng dương 34 tuổi, được truy tặng làm Lâm Thạnh Công chúa (林盛公主). Bà được ban tên thụy là Mỹ Thục (美淑), dựa vào những dòng chữ ghi trên bia mộ.